# 布拉希
布拉希（法語：Brachy，法語發音：[bʁaʃi]）是法国滨海塞纳省的一个市镇，属于迪耶普区。

## 地理
布拉希（49°48'55"N, 0°56'59"E）面积11.15 平方千米，位于法国诺曼底大区滨海塞纳省，该省份为法国北部沿海省份，其西部及北部濒大西洋英吉利海峡，东起顺时针与索姆省、瓦兹省、厄尔省和卡爾瓦多斯省接壤。
与布拉希接壤的市镇（或旧市镇、城区）包括：格勒维尔、格尔、吕讷赖、兰夫勒维尔。

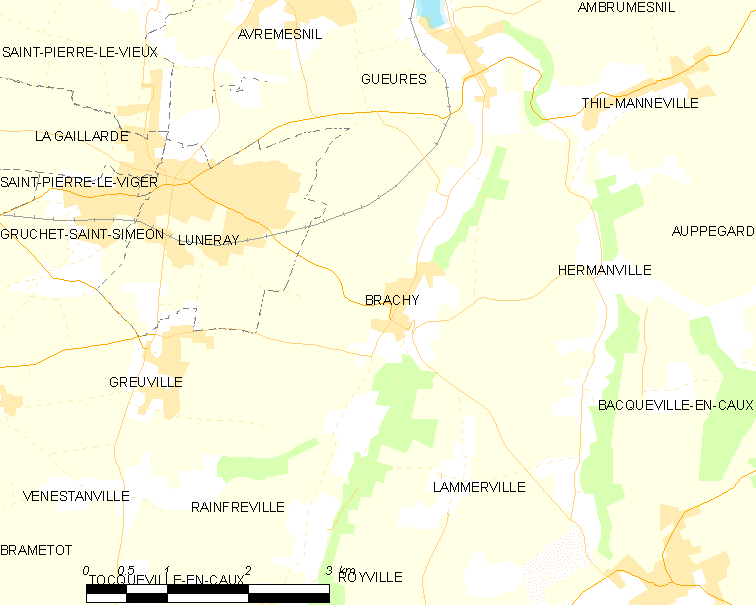
布拉希的OSM定位图

布拉希的时区为UTC+01:00、UTC+02:00（夏令时）。

## 行政
布拉希的邮政编码为76730，INSEE市镇编码为76136。

## 政治
布拉希所属的省级选区为吕讷赖县。

## 人口

1962-2008年间布拉希人口变化图示

布拉希于2022年1月1日时的人口数量为676人。